# 2017년 모코아 산사태
2017년 4월 1일 콜롬비아 푸투마요 주 모코아에서 산사태가 일어나는 재난이 발생하였다. 이 재난으로 254명 이상이 사망하고 410명 이상이 부상당했다. 현재까지 실종자 수는 200여명에 달한다.